# Glatiramer acetate
Glatiramer acetate (còn được gọi là Copolymer 1, Cop-1 hoặc Copaxone) là một loại thuốc điều hòa miễn dịch hiện đang được sử dụng để điều trị bệnh đa xơ cứng. Glatiramer acetate được chấp thuận tại Hoa Kỳ để giảm tần suất tái phát, nhưng không phải để giảm tiến triển của khuyết tật. Các nghiên cứu quan sát, nhưng không phải là thử nghiệm ngẫu nhiên có kiểm soát, cho thấy rằng nó có thể làm giảm tiến triển của khuyết tật. Trong khi chẩn đoán kết luận bệnh đa xơ cứng đòi hỏi tiền sử có hai hoặc nhiều đợt triệu chứng và dấu hiệu, glatiramer acetate được chấp thuận để điều trị đợt đầu tiên dự đoán chẩn đoán. Nó cũng được sử dụng để điều trị tái phát nhiều lần xơ cứng. Nó được quản lý bằng cách tiêm dưới da.
Nó là hỗn hợp của các peptide có kích thước ngẫu nhiên bao gồm bốn amino acid có trong protein cơ bản myelin, đó là axit glutamic, lysine, alanine và tyrosine. Protein cơ bản myelin là kháng nguyên trong vỏ myelin của các tế bào thần kinh kích thích phản ứng tự miễn dịch ở những người bị MS, vì vậy peptide có thể hoạt động như một mồi nhử cho các tế bào miễn dịch tấn công.

## Sử dụng trong y tế
Một tổng quan của Cochrane năm 2010 đã kết luận rằng glatiramer acetate có hiệu quả một phần trong "kết quả lâm sàng liên quan đến tái phát" nhưng không ảnh hưởng đến tiến triển của bệnh. Do đó, nó được FDA chấp thuận cho việc giảm tần suất tái phát, nhưng không phải để giảm sự tiến triển của khuyết tật.
Một 15 năm theo dõi thử nghiệm ban đầu đã so sánh các bệnh nhân tiếp tục dùng glatiramer với các bệnh nhân bỏ cuộc thử nghiệm. Bệnh nhân dùng glatiramer đã giảm tỷ lệ tái phát và giảm tiến triển khuyết tật và chuyển sang MS tiến triển thứ phát, so với bệnh nhân không tiếp tục dùng glatiramer. Tuy nhiên, hai nhóm không nhất thiết phải so sánh, vì nó không còn là thử nghiệm ngẫu nhiên. Không có vấn đề an toàn lâu dài.

## Tác dụng phụ

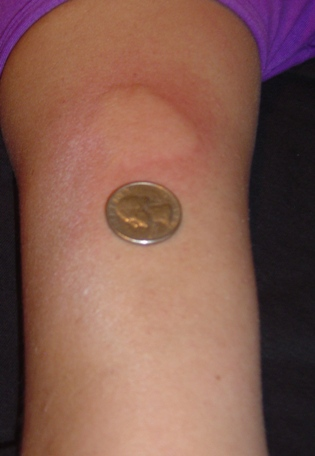
Một phản ứng tại chỗ tiêm trên cánh tay trái

Các tác dụng phụ có thể bao gồm một khối u tại chỗ tiêm (phản ứng tại chỗ tiêm) ở khoảng 30% người dùng, và đau, sốt, ớn lạnh (triệu chứng giống cúm) ở khoảng 10% người dùng. Các triệu chứng tác dụng phụ nói chung là nhẹ trong tự nhiên. Một phản ứng liên quan đến đỏ bừng mặt, khó thở, lo lắng và nhịp tim nhanh đã được báo cáo ngay sau khi tiêm tới 5% bệnh nhân (thường là sau khi tiêm trực tiếp vào tĩnh mạch). Những tác dụng phụ giảm dần trong vòng ba mươi phút. Theo thời gian, một vết lõm có thể nhìn thấy tại vị trí tiêm có thể xảy ra do sự phá hủy mô mỡ cục bộ, được gọi là teo mỡ, có thể phát triển.
Theo các quy định của FDA, các tác dụng phụ nghiêm trọng hơn đã được báo cáo đối với glatiramer acetate. các giác quan đặc biệt (đặc biệt là đôi mắt). Rối loạn chuyển hóa và dinh dưỡng cũng đã được báo cáo; tuy nhiên, mối liên hệ giữa glatiramer acetate và các tác dụng phụ này chưa được thiết lập.
Nó cũng có thể gây ra thâm nhiễm lymphocytic Jessner.

## Cơ chế hoạt động
Glatiramer acetate là một polymer ngẫu nhiên (khối lượng phân tử trung bình 6,4   kD) bao gồm bốn amino acid được tìm thấy trong protein cơ bản myelin. Cơ chế hoạt động của glatiramer acetate không được làm rõ hoàn toàn. Nó được cho là hành động bằng cách sửa đổi các quá trình miễn dịch hiện được cho là chịu trách nhiệm cho sự sinh bệnh của MS. Quản lý glatiramer acetate chuyển dân số tế bào T từ tế bào T Th1 tiền viêm sang tế bào T2 điều tiết ức chế phản ứng viêm. Với sự tương đồng với protein cơ bản myelin, glatiramer acetate có thể hoạt động như một mồi nhử, chuyển hướng một phản ứng tự miễn chống lại myelin. Giả thuyết này được ủng hộ bởi những phát hiện của các nghiên cứu đã được thực hiện để khám phá cơ chế bệnh sinh của viêm não mô cầu tự miễn thực nghiệm (EAE), một tình trạng gây ra ở một số loài động vật thông qua tiêm chủng chống lại vật liệu có nguồn gốc từ hệ thần kinh trung ương có chứa myelin và thường được sử dụng làm mô hình động vật thí nghiệm của MS. Các nghiên cứu trên động vật và hệ thống in vitro cho thấy rằng khi sử dụng, các tế bào T điều tiết đặc hiệu glatiramer acetate (Tress) được tạo ra và kích hoạt ở ngoại vi, ức chế phản ứng viêm đối với protein cơ bản myelin.
Tuy nhiên, tính toàn vẹn của hàng rào máu não không bị ảnh hưởng đáng kể bởi glatiramer acetate, ít nhất là không ở giai đoạn đầu điều trị. Glatiramer acetate đã được chứng minh trong các thử nghiệm lâm sàng để giảm số lượng và mức độ nghiêm trọng của các đợt cấp của bệnh đa xơ cứng.

## Lịch sử
Glatiramer acetate ban đầu được phát hiện bởi Michael Sela, Ruth Arnon và Dvora Teitelbaum tại Viện Khoa học Weizmann ở Rehovot, Israel. Ba thử nghiệm lâm sàng chính tiếp theo để chứng minh tính an toàn và hiệu quả: Thử nghiệm đầu tiên được thực hiện ở một trung tâm duy nhất, thử nghiệm mù đôi, dùng giả dược và bao gồm 50 bệnh nhân. Thử nghiệm thứ hai là một thử nghiệm hai năm, đa trung tâm, ngẫu nhiên, mù đôi, kiểm soát giả dược và có sự tham gia của 251 bệnh nhân. Thử nghiệm thứ ba là một nghiên cứu MRI mù đôi có sự tham gia của 239 bệnh nhân.

## Xã hội và văn hoá

### Tiếp thị
Glatiramer acetate đã được phê duyệt để tiếp thị ở nhiều quốc gia trên toàn thế giới, bao gồm Hoa Kỳ, Israel, Canada và 24 quốc gia thuộc Liên minh Châu Âu. Phê duyệt ở Mỹ đã đạt được vào năm 1997. Glatiramer acetate đã được phê duyệt để tiếp thị ở Anh vào tháng 8 năm 2000 và ra mắt vào tháng 12. Sự chấp thuận đầu tiên này tại một thị trường lớn ở châu Âu đã dẫn đến sự chấp thuận trên toàn Liên minh châu Âu theo thủ tục công nhận lẫn nhau. Iran đang tiến hành sản xuất glatiramer acetate trong nước.

### Tình trạng bằng sáng chế
Công ty con của Novartis, Sandoz đã bán ra thị trường Glatopa từ năm 2015, phiên bản chung của Teva gốc 20 mg gốc cần tiêm hàng ngày.
Teva đã phát triển 40 tác phẩm dài   Công thức mg, được bán trên thị trường từ năm 2015, giúp giảm số lượng tiêm cần thiết xuống còn ba mỗi tuần. Vào tháng 10 năm 2017, FDA đã phê duyệt một phiên bản chung, được sản xuất tại Ấn Độ bởi NATCO Pharma, và được nhập khẩu và bán bởi công ty Mylan của Hà Lan. Vào tháng 2 năm 2018, Sandoz đã nhận được sự chấp thuận của FDA cho phiên bản chung của họ. Song song với quá trình phát triển và phê duyệt, các đối thủ cạnh tranh chung đã tranh chấp các bằng sáng chế mới hơn của Teva, bất kỳ trong số đó nếu được giữ nguyên, sẽ ngăn chặn việc tiếp thị các thuốc generic có tác dụng dài.
Trong khi bằng sáng chế về thuốc hóa học đã hết hạn vào năm 2015, Teva đã nhận được bằng sáng chế mới của Hoa Kỳ bao gồm các công thức dược phẩm để giao hàng trong thời gian dài. Kiện tụng từ các đối thủ trong ngành trong năm 2016-2017 dẫn đến các bằng sáng chế mới bị đánh giá là không hợp lệ. Vào tháng 10 năm 2018, Tòa phúc thẩm Liên bang Hoa Kỳ giữ nguyên hiệu lực bằng sáng chế cho sự rõ ràng. Vụ việc phản ánh cuộc tranh cãi lớn hơn về việc thường xanh của thuốc generic.